# Sidney (Maine)
Sidney – miasto w Stanach Zjednoczonych, w stanie Maine, w hrabstwie Kennebec.